# ميخائيل تال
ولد في 9 نوفمبر 1936 في مدينة ريغا، لاتفيا و توفي في 28 جوان 1992 بموسكو، روسيا كان أستاذ دولي كبير لاتيفي ولاحقا سوفياتي، وثامن أبطال العالم ( من 1960 إلى 1961) وبطل العالم في للشطرنج الخاطف سنة 1988 ، وبطل الاتحاد السوفيتي خمس مرات ( 1957، 1958، 1967، 1972، 1974، 1978)
فاز تال بالبطولة السوفياتية وعمره 20 سنة وتمكن من الحفاظ عليها العام المقبل ما أهله إلى تصفيات ما بين مناطقية وبظفره بها نال الحق في مواجهة بطل العالم ميخائيل بوتفنيك في 1960 و تفوق عليه وعمره 23 سنة، حيث أصبح أصغر لاعب يصبح بطل العالم (صمد هذا الرقم القياسي حتى عام 1985 حيث حطمه غاري كاسباروف 22 سنة، ثم حطمه رسلان بونوماريوف في 2002 بعمر 18 سنة)، في 1961 فقد لقبه في إعادة مباراة ضد بوتفنيك وبعد ذلك شارك في 8 تصفيات مناطقية وتأهل خمس مرات لينافس على لقب العالم لكنه خسر (1962، 1965، 1968، 1980 و 1985).
لقب تال بـ (ساحر ريغا) وكان ذو نزعة هجومية كبيرة لا يتردد في التضحيات حتى الخطيرة منها، كان تال مدخنًا ولعب الشطرنج حتى نهاية حياته رغم الأمراض المتعددة التي تعرض لها منذ 1959، حيث لعب مباريات بليتز تنافسية في غرفته بالمستشفى وكذلك بغرفته في الفندق.
يحمل تال لحد الآن رقم قياسي لمدة لعب الشطرنج دون خسارة مرتين، الأولى من 15 جويلية 1972 إلى 27 أفريل 1973 لعب 86 مباراة دون خسارة +47 -0 =39 و الثانية من أكتوبر 1973 إلى أكتوبر 1974 حيث لعب 93 مباراة +45 -0 =48.
منذ 2006 تنظم بطولة في روسيا تسمى ذكرى تال كل عام تخليدًا لذكراه.

## مشواره

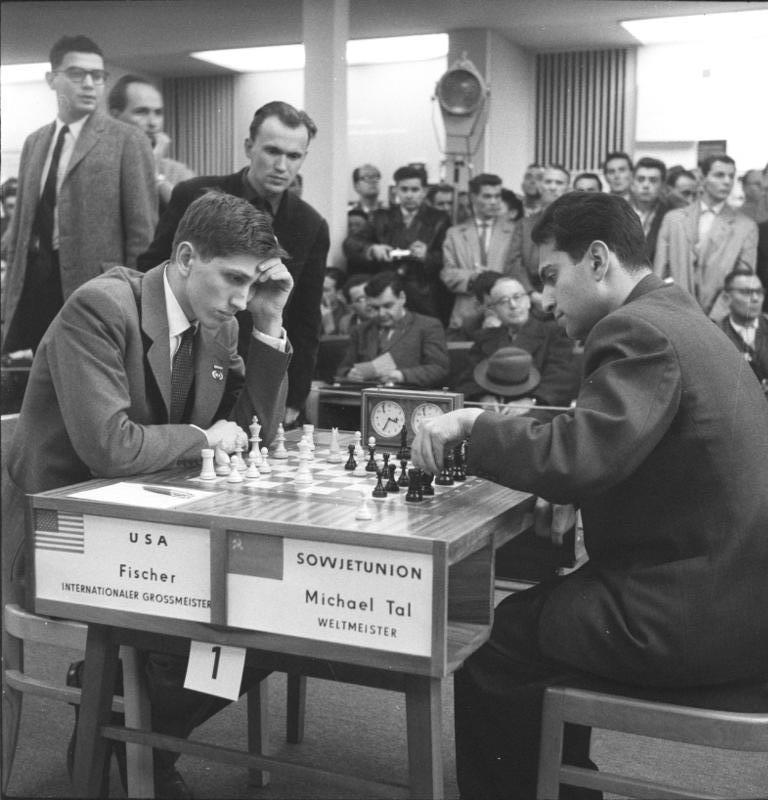
ميخائيل تال على اليمين 1960

- ميخائيل تال هو بطل العالم الثامن في الشطرنج.[3][4][5]
- اُعتبر تال أسطورة من أساطير الشطرنج ومن أفضل اللاعبين في التاريخ.

لقب ب(الساحر)
- ولد عام 1936 في مدينة ريغا ب(لاتفيا) في الاتحاد السوفييتي.

تعلم الشطرنج في سن السابعة عندما شاهد والده يلعب الشطرنج.
- في عام 1949 تعهده أحد اللاعبين البارزين في لاتفيا وهو الكسندر كوبلنسيس وصار مدربًا له.
- في عام 1953 فاز ببطولة ريغا للشطرنج وهو في سن السادسة عشرة ليحمل لقب (أستاذ).
- في عام 1953 اشترك في الفريق اللاتفي المشارك في بطولة الاتحاد السوفييتي وكان عضوا بارزا.
- في عام 1954 التحق بالجامعة ودرس الأدب الروسي وفي تلك السنة يفوز ببطولة مدينة ريغا.
  - في عام 1955 يشارك في بطولة الاتحاد السوفييتي ويُبلي بلاءًا حسنا ويحصل على المركز الثالث في تلك البطولة القوية التي كانت صراعا شرسا بين سيمسلوف وغيلر.
- في عام 1957 يفوز ببطولة الاتحاد السوفييتى بعد منافسة رهيبة مع اللاعب المخضرم تولش وتظل البطولة معلقة حتى آخر دور بين ميخائيل وتولش وفي أداء فريد يستغل ميخائيل تال قدراته الهجومية الفذة ويهزم منافسه ليفوز بالبطولة وسط تصفيق حاد من الجماهير ووسائل الإعلام التي اعتبرت تلك البطولة بزوغ نجم جديد في عالم الشطرنج.
- في عام 1958 يشترك مع الفريق السوفييتي في أوليمباد الشطرنج ويساهم في حصول الفريق على المركز الأول.
- في عام 1958 يؤكد تفوقه ويحتفظ بلقبه في بطولة الاتحاد السوفييتي.
- في عام 1959 يفوز ببطولة زيورخ المرموقة.
- في عام 1959 أيضًا يفوز بالتصفيات المؤهلة للتحدي على بطولة العالم وفي في هذة البطولة يفوز على لاعبين كبار مثل بوبي فيشر وسيمسلوف وتيمانوف وبنكو، ليصبح تال هو المتحدي الرسمي على بطولة العالم ضد بوتفنيك.

## بطولة العالم عام 1960
- يلتقى تال وبوتفنيك على اللقب العالمي في موسكو.
- كانت مباراة بين لاعبين يختلفان في الأسلوب، بوتفنيك كان يردد دوما ان الشطرنج هو علم وليس فن، بينما تال كان يرى ان الشطرنج هو فن وابداع بالدرجة الأولى.
- بعد مباراة تاريخية يستطيع تال أن يقصى بوتفنيك من عرش اللعبة ويصبح أصغر بطل عالم في التاريخ في سن24.رقم لم يكسره الا كاسباروف عام 1985 في سن 22

## بطولة العالم عام 1961
- كان قانون الاتحاد الدولي يسمح بمباراة ثانية بين المتحدين على بطولة العالم فتمت المباراة بين تال وبوتفنيك.ويستطيع بوتفنيك أن يثأر لهزيمته قبل عام ويستعيد لقبه من تال بعد أن كان تال يعانى من مشاكل في الكلى أثرت على أدائه.
- يقول بوتفنيك عن تلك المباراة(لقد ادركت أن تال يكون خطيرًا جدًا إذا وجد مساحات لقطعه فصممت على أن أجعل اللعب مقفولًا قدر الإمكان حتى أستغل قدراتى في هذه المواقف وأفوز وهو ما تم.

## مشواره بعد بطولة العالم
- بعد فقده اللقب يشارك في عده دورات قوية ويفوز ببعضها مثل بطولة (بليد)التي فاز فيها على بوبي فيشر.
- في عام يشارك في تصفيات بطولة العالم التي كانت عبارة عن دورة الفائز فيها يصبح المتحدى ل بوتفنيك.

للأسف تعاود آلام الكلى في تلك الدورة ويضطر للانسحاب، وفي هذه الدورة يفوز تيجران بتروسيان ليصبح المتحدي الرسمي ل بوتفنيك ويقصيه فيما بعد.
- يعود تال بقوة للمشاركة على اللقب العالمي ويشارك في التصفيات وفي دور الثمانية يفوز على بورتيش

و في دور الأربعة يفوز على اللاعب المخضرم بول كيريس و في الدور النهائى يخسر امام النجم القوى بوريس سباسكيومن ثم يصبح سباسكى هو المتحدى الرسمي على بطولة العالم ويحصل عليها فيما بعد بعد هزيمته تيجران بتروسيان عام 1969.
- في عام1969 أُزيلت إحدى كليتيه.
- يظل يفوز بدورات قوية ابرزها دورة مونتريال عام 1979 بالاشتراك مع بطل العالم حينئذ أناتولي كاربوف.
- ظل تال رغم آلامه مخلصًا للعبة الشطرنج ويوافق أن يلاعب أي هاوى بكل تواضع وود.

## وفاته
في عام 1992 يتوفى ميخائيل تال في إحدى مستشفيات موسكو بعد معاناته من الفشل الكلوي. وكانت صدمة لكل محبى الشطرنج في العالم فطالما أثر فيهم هذا العملاق بأدائه الأسطوري.

## روابط خارجية
- ميخائيل تال على موقع IMDb (الإنجليزية)
- ميخائيل تال على موقع الموسوعة البريطانية (الإنجليزية)
- ميخائيل تال على موقع مونزينجر (الألمانية)
- ميخائيل تال على موقع مباريات الشطرنج (الإنجليزية)
- ميخائيل تال على موقع 365Chess.com (الإنجليزية)
- ميخائيل تال على موقع Chesstempo.com (الإنجليزية)
- ميخائيل تال سجل أولمبياد الشطرنج على موقع OlimpBase.org (الإنجليزية)